# ベーア (小惑星)
ベーア (1896 Beer) は、小惑星帯の小惑星である。
1971年10月26日にベルゲドルフのハンブルク天文台でチェコの天文学者ルボシュ・コホーテクが発見した。
精密な月面図を作成したドイツのアマチュア天文学者のヴィルヘルム・ベーア（Wilhelm Wolff Beer, 1797年 - 1850年）に因んで命名された。